# 1re division de cavalerie (France)
Pour les articles homonymes, voir 1re division.
La 1re division de cavalerie est une division de cavalerie de l'Armée de terre française qui a participé à la Première Guerre mondiale.

## Création et différentes dénominations
- 1874 : création de la 1re division de cavalerie
- 1923 : renommée 1re division légère
- 1er janvier 1925 : renommée 1re division de cavalerie
- février 1940 : transformée en 1re division légère (de cavalerie)

## Les chefs de corps
- 23 juin 1888 : général Lardeur
- 30 juillet 1889 - 8 décembre 1892 : général Bonie
- 29 décembre 1892 - 15 décembre 1894 : général Baillod
- 22 décembre 1894 : général de Jessé
- 18 avril 1895 : général Jacquemin
- 23 mai 1896 - 31 août 1897 : général Rapp
- 14 octobre 1897 - 17 juin 1900 : général de Kermartin
- 5 juillet 1900 - 16 juin 1901 : général Massiet
- 1er août 1905 - 15 mai 1909 : général Gillain
- 1909 : général Dubois.
- ?? : général Buisson
- 28 septembre 1914 : général Mazel
- 10 février 1915 : général Robillot
- 30 septembre 1917 - 25 novembre 1919 : général de Rascas de Château-Redon
- 25 juin 1920 : général de Rascas de Château-Redon
- 8 juillet 1922 - 4 août 1923 : général Dumas de Champvallier
- 26 mars 1924 - 4 août 1925 : général Mesplé
- 17 octobre 1929 - 9 octobre 1931 : général Altmayer
- 1928 - 1932 : général Boullaire
- 1934 : général Boucherie[1]
- 28 mai 1935 - 2 septembre 1939 : général de Fornel de La Laurencie
- 1939 - février 1940 : général d'Arras

## La Première Guerre mondiale

### Composition

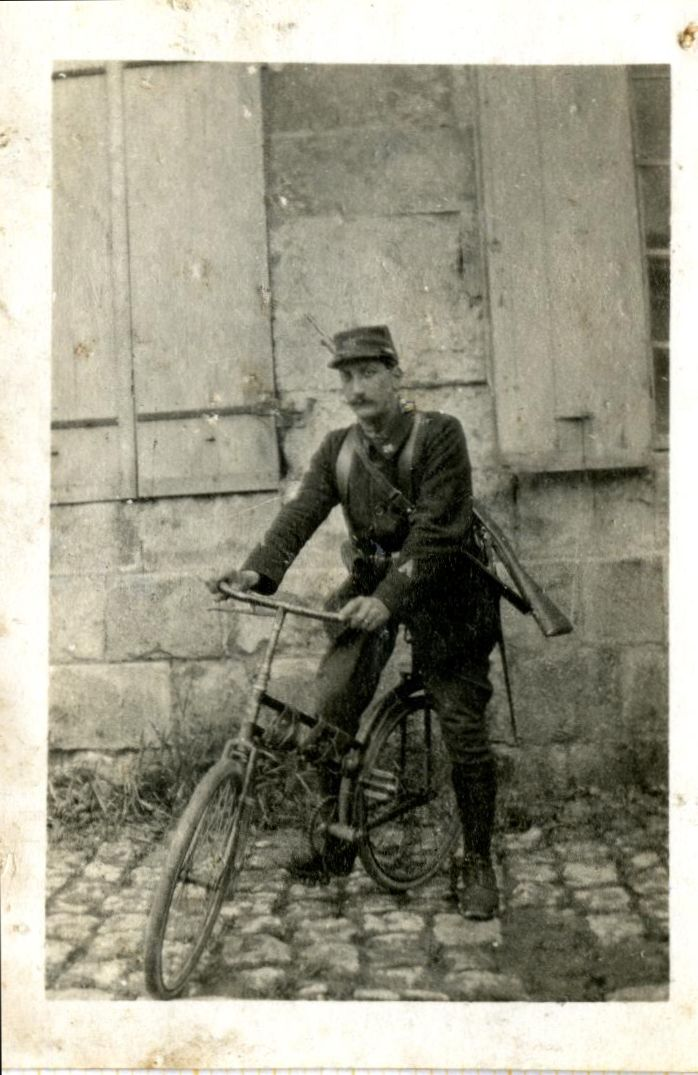
Un chasseur du 1er groupe de chasseurs-cyclistes, 1915.

- 2e brigade de cuirassiers - Paris

1er régiment de cuirassiers - Paris
2e régiment de cuirassiers - Paris
- 5e Brigade de dragons - Vincennes

6e régiment de dragons - Vincennes
23e régiment de dragons - Vincennes
- 11e brigade de dragons - Versailles

27e régiment de dragons - Versailles
32e régiment de dragons - Versailles
7e régiment de chasseurs à cheval - Évreux
- 1er groupe léger de cavalerie à pied (d'octobre 1914 à juin 1916)

- 4e régiment de cuirassiers à pied (de juin 1916 à janvier 1918)
- 1er groupe de chasseurs-cyclistes, 26e bataillon de chasseurs à pied
- 4e groupe à cheval du 13e régiment d'artillerie de campagne
- Sapeurs cyclistes du 1er régiment du génie
- Groupes d'automitrailleuses et autocanons : 
  - 7e GAMAC, à partir de juin 1916,
  - 1er GAMAC, à partir de septembre 1915.

### Historique

#### 1914
- mobilisée dans la région de Paris.
- 31 juillet - 5 août : transport par V.F. dans la région de Charleville.
- 5 - 15 août : exploration sur la rive droite de la Meuse, en direction de Dinant et de Liège.
- 15 - 23 août : exploration au nord de la Sambre, vers Gembloux et Perwez ; à partir du 21 août, engagée sur la Sambre et à l'ouest de Charleroi, dans la bataille de Charleroi.
- 23 août - 6 septembre : mouvement vers Maubeuge, puis repli vers Marcoing, Péronne, Roye, Montdidier, Beauvais et Mantes sur Versailles.
- 6 - 23 septembre : engagée dans la bataille de l'Ourcq. Combats dans la région de Betz et Nanteuil-le-Haudouin. À partir du 10 septembre, poursuite vers Verberie, Estrée-Saint-Denis, Chaulnes, Péronne, Saint-Quentin, vers Cambrai.
- 23 septembre - 23 octobre : engagée successivement dans la première bataille de Picardie (combat vers Bapaume), puis dans la première bataille d'Artois (combats dans les régions d'Arras, de Douai et de Lens), dans la première bataille des Flandres (combat de La Bassée, de Laventie et de Bailleul).
- 23 octobre - 2 novembre : retrait du front et stationnement vers Merville et Cassel.
- 2 - 14 novembre : engagée dans la bataille d'Ypres. Combats vers Wulvergem et Messines.
- 14 novembre - 5 décembre : retrait du front et repos vers Cassel.
- 5 décembre 1914 - 12 février 1915 : mouvement vers la région de Frévent, puis vers celle d'Ailly-sur-Noye ; repos (éléments en secteur vers Noulette et la fosse Calonne).

#### 1915
- 12 février - 1er avril : transport par V.F. dans la région de La Chaussée-sur-Marne ; le 21 mars mouvement vers celle de Chavanges ; repos (éléments en secteur vers Auberive-sur-Suippe).
- 1er - 16 avril : mouvement vers le sud de Verdun ; stationnement.
- 16 - 26 avril : mouvement vers l'est de Saint-Dizier ; repos.
- 26 avril - 10 mai : transport par V.F. dans la région de Breteuil (éléments en secteur vers Rouvroy-en-Santerre).
- 10 mai - 24 septembre : mouvement vers le nord-ouest d'Amiens. Tenue prête à intervenir dans la seconde bataille d'Artois ; non engagée. Puis repos dans la région de Saint-Pol, Doullens (éléments en secteur vers Roclincourt).
- 24 septembre - 8 décembre : mouvement vers l'ouest d'Arras. Tenue prête à intervenir dans la troisième bataille d'Artois ; non engagée. Puis repos dans la région d'Hesdin (éléments en secteur vers Bailleulval et Neuville-Saint-Vaast).
- 8 décembre 1915 - 14 février 1916 : occupation d'un secteur entre Berles-au-Bois et l'est de Bailleulval (par alternance avec la 3e DC).

#### 1916
- 14 février - 16 avril : retrait du front, puis mouvement vers la région de Gournay-en-Bray ; repos (éléments en secteur vers Armancourt et Andechy).
- 16 avril - 18 juin : mouvement vers le front et occupation d'un secteur vers Armancourt et Andechy (en alternance avec la 3e DC).
- 18 juin - 10 septembre : retrait du front, mouvement vers la région de Crèvecœur-le-Grand, puis vers celle de Conty, repos (éléments en secteur du 4 août au 14 septembre, vers Biaches et la Maisonnette).
- 10 - 30 septembre : mouvement vers Sailly-Laurette. Tenue prête à intervenir dans la bataille de la Somme ; non engagée.
- 30 septembre - 10 novembre : mouvement vers la région de Conty (du 29 septembre au 8 octobre, éléments en secteur vers Biaches).
- 10 novembre 1916 - 6 mars 1917 : mouvement vers la région de Compiègne puis occupation (en alternance avec la 3e DC) d'un secteur vers Tracy-le-Mont et l'Oise, étendu à droite le 2 décembre jusque vers la ferme Quennevières.

#### 1917
- 6 - 17 mars : retrait du front et mouvement vers le camp de Crèvecœur ; instruction.
- 17 - 23 mars : engagée dans la poursuite des troupes allemandes lors du repli du mois de mars. Franchissement du canal Crozat, aux pont de Saint-Simon et de Jussy.
- 23 mars - 10 avril : retrait du front, mouvement vers la région de Compiègne, puis vers celle de Crépy-en-Valois ; repos.
- 10 - 18 avril : mouvement vers Fismes. Tenue prête à intervenir en vue de la poursuite dans la bataille du Chemin des Dames ; non engagée.
- 18 - 27 avril : mouvement vers la région de Château-Thierry, puis vers celle de Meaux ; repos.
- 27 avril - 20 mai : mouvement vers Crépy-en-Valois ; repos (du 29 avril au 12 mai, éléments engagés vers le moulin de Laffaux ; autres éléments en secteur du 2 au 20 mai vers Coucy-le-Château).
- 20 mai - 30 juin : occupation d'un secteur (avec des éléments des 3e et 5e DC) entre Quincy-Basse et Barisis-aux-Bois, réduit à droite le 31 mai jusque vers Fresnes.
- 30 juin - 1er août : retrait du front, mouvement vers la région de Pontoise ; repos.
- 1er août - 29 septembre : mouvement vers Noyon. Occupation d'un secteur entre Coucy-la-Ville et Barisis-aux-Bois.
- 29 septembre - 30 octobre : retrait du front, mouvement vers la région de L'Isle-Adam ; stationnement.
- 30 octobre 1917 - 15 janvier 1918 : mouvement vers Noyon, puis occupation d'un secteur entre Fresnes et Barisis-aux-Bois.

#### 1918
- 15 janvier - 15 mars : retrait du front ; repos vers Chantilly, puis à partir du 31 janvier vers L'Isle-Adam.
- 15 - 23 mars : mouvement vers l'est de Noyon ; repos.
- 23 - 30 mars  : engagée dans la deuxième bataille de Picardie. Combat en retraite vers Campagne et Marest-Dampcourt, défense des passages de l'Oise entre Chauny et Noyon. Du 26 au 31 mars défense de la région Roye. Combat des Loges et de Rollot.
- 30 mars - 23 avril : retrait du front ; travaux à l'est de Maignelay ; puis mouvement vers Magny-en-Vexin ; repos.
- 23 avril - 27 mai : mouvement par étapes entrecoupées de repos vers la région de Vitry-le-François ; repos et instruction.
- 27 mai - 7 juin : engagée dans la troisième bataille de l'Aisne. Combat en retraite vers Ronchères et défense des passages de la Marne vers Dormans.
- 7 juin - 15 juillet : retrait du front ; reconstitution au sud-ouest de Châlons-sur-Marne.
- 15 - 22 juillet : engagée dans la quatrième bataille de Champagne. Défense des deux rives de la Marne vers Venteuil et Tincourt. À partir du 20 juillet, tenue prête vers Saint-Imoges, à intervenir en vue de la poursuite dans la seconde bataille de la Marne ; non engagée.
- 22 - 29 juillet : retrait du front ; reconstitution vers Viels-Maisons. À partir du 24 juillet, tenue prête au nord de Château-Thierry, à intervenir dans l'offensive en cours ; non engagée.
- 29 juillet - 5 septembre : repos vers Viels-Maisons, puis mouvement vers Chavanges ; repos.
- 5 - 20 septembre : mouvement vers la région de Donnemarie-en-Montois ; repos et instruction.
- 20 septembre - 6 octobre : mouvement vers la région de Suippes. Tenue prête à intervenir en vue de la poursuite dans la bataille de Champagne et d'Argonne ; non engagée.
- 6 octobre - 2 novembre : mouvement vers le sud de Reims, puis vers Fismes (éléments à la disposition des corps d'armée, prêts à intervenir dans la poursuite).
- 2 - 11 novembre : mouvement en direction de Nancy.

### Rattachement
- mobilisation : corps Sordet
- septembre 1914 : corps Bridoux
- septembre 1914 : corps Conneau
- septembre 1914 : 1er corps de cavalerie

## L'entre-deux-guerres

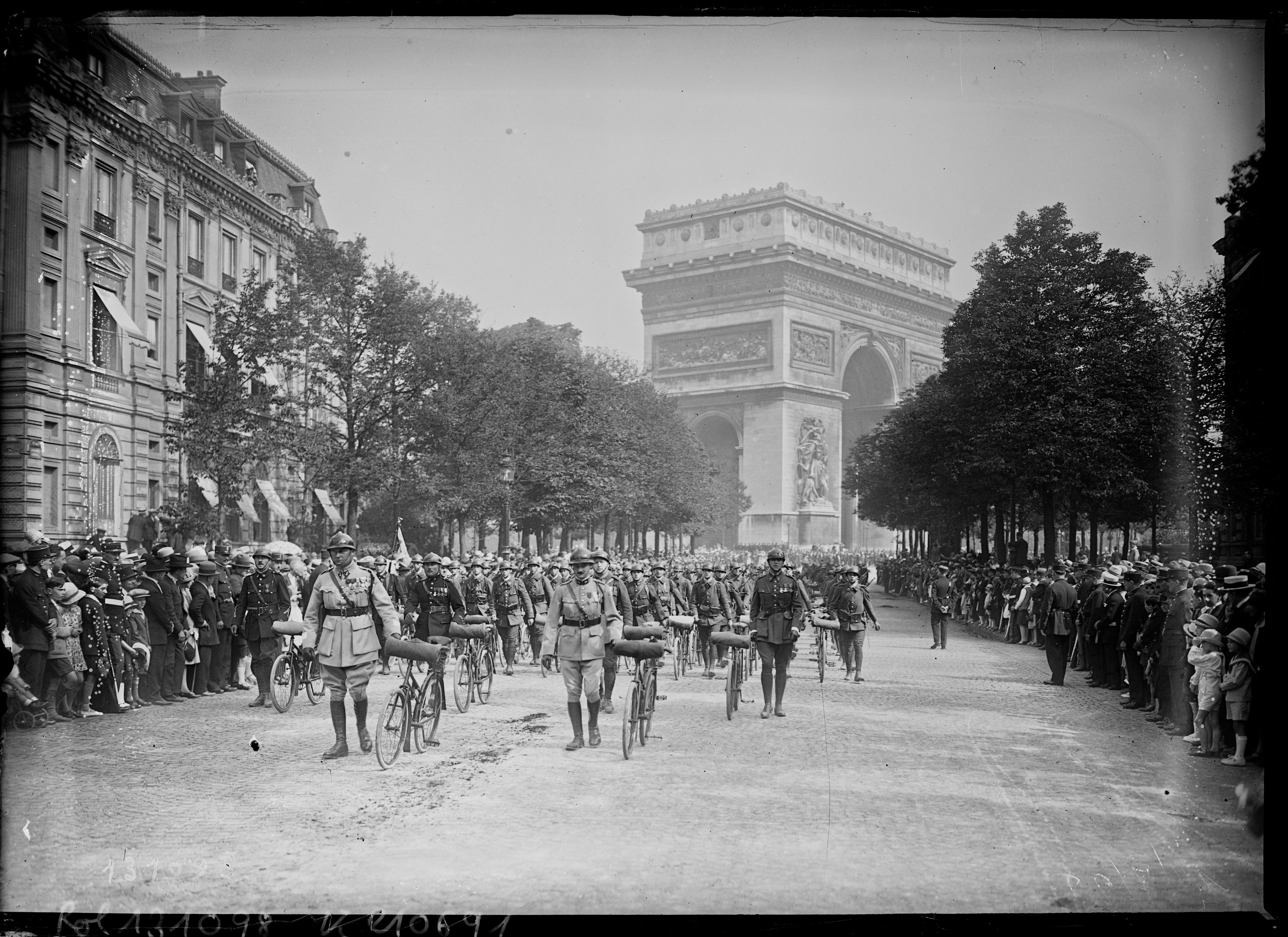
Défilé des chasseurs-cyclistes de la division, 14/7/1928.

En 1925, la division a son état-major à Paris et est constituée comme suit :
- 2e brigade de cuirassiers, de Paris (général Tillion) :
  - 11e régiment de cuirassiers, de Paris ;
  - 12e régiment de cuirassiers, de Paris.
- 3e brigade de dragons, de Saint-Germain-en-Laye (général Forqueray) :
  - 16e régiment de dragons, de Saint-Germain ;
  - 6e régiment de dragons, de Vincennes.
- 4e brigade légère, de Rambouillet (général Léandri) :
  - 4e régiment de hussards, de Rambouillet ;
  - 8e régiment de chasseurs à cheval, d'Orléans.

En 1934, la cavalerie est réorganisée. La division a toujours son quartier général à Paris et est constituée ainsi  :
- 1re brigade de cavalerie, de Rambouillet :
  - 4e régiment de hussards, de Rambouillet ;
  - 6e régiment de dragons, de Vincennes.
- 2e brigade de cavalerie, d'Angers :
  - 1er régiment de hussards, d'Angers ;
  - 8e régiment de chasseurs à cheval, d'Orléans.
- 1er groupe d'automitrailleuses, d'Orléans ;
- 1er bataillon de dragons portés, de Saint-Germain ;
- 71e régiment d'artillerie de Fontainebleau.

## La Seconde Guerre mondiale
Elle devient la 1re division légère de cavalerie le 10 février 1940.